# 九品寺 (宮城県大和町)
九品寺（くほんじ）は、宮城県黒川郡大和町吉岡字志田町71番地にある浄土宗の寺院。

## 概要

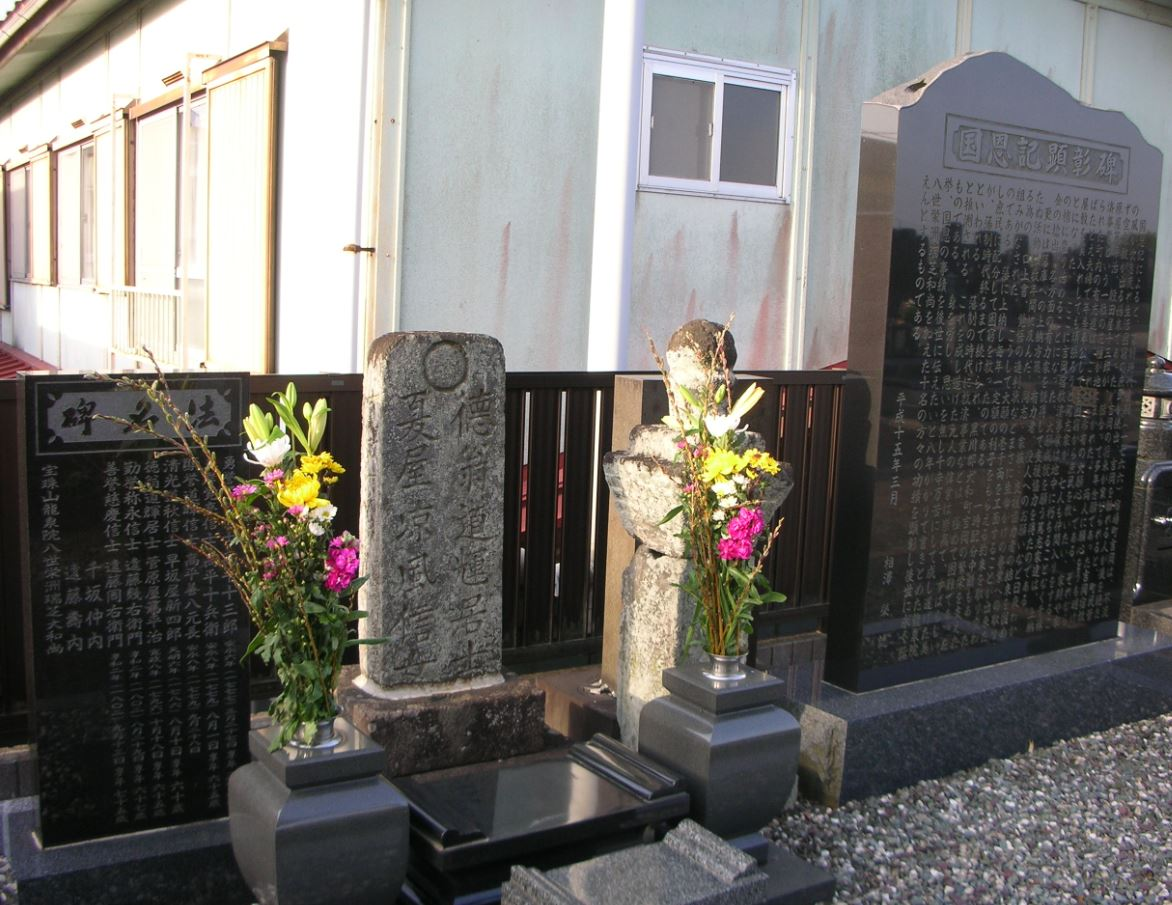
九品寺の顕彰碑

山号は蓮台山、院号は遍照院。本尊は阿弥陀如来。山門の前に、旧街道の移設された追分地蔵道標（宝暦7年（1757年）がある。並んでいる石仏のうち右横の一番手前の「南無地蔵菩薩」がその道標を兼ねており、「右せんだい道　左まつしま道」と刻まれている。
- 2003年（平成15年） 江戸時代の一時期に宿場としての吉岡宿は運営に困難を極めたが、その時期に困窮解消に尽力した9名とそれを後世に伝えようとした先人達10名の功績を讃え、町の有志らが九品寺に国恩記顕彰碑を建立した[1]。

## 所在地
- 宮城県黒川郡大和町吉岡志田町71

## アクセス
- 東北自動車道大和ICから吉岡方面へ約10分